# Gogera
Gogera, Bangla Gogera ou Saddar Gogera (en ourdou : گوگيره) est une ville pakistanaise située dans le district d'Okara, dans la province du Pendjab. C'est la huitième plus grande ville du district. Elle est située à moins de trente kilomètres au nord d'Okara.
La population de la ville a augmenté de près de 30 % entre 1998 et 2017 selon les recensements officiels, passant de 13 972 habitants à 19 766, soit une croissance annuelle moyenne de 1,8 %, un peu inférieure à la moyenne nationale de 2,4 %. Selon le recensement de 2023, la population de la ville monte à 26 697 habitants.